# Jernej Damjan
Jernej Damjan (Ljubljana, 28 mei 1983) is een Sloveense schansspringer. Hij vertegenwoordigde zijn vaderland op vier Olympische Winterspelen.

## Carrière
Damjan maakte zijn wereldbekerdebuut op 10 januari 2004 in Liberec, een dag later scoorde hij zijn eerste wereldbekerpunten. In januari 2007 stond de Sloveen voor de eerste maal in zijn carrière op het podium van een wereldbekerwedstrijd.
Op de wereldkampioenschappen schansspringen 2005 in Oberstdorf eindigde Damjan als zesde op de normale schans en als dertiende op de grote schans. In de landenwedstrijd op de normale schans veroverde hij samen met Primož Peterka, Jure Bogataj en Rok Benkovič de bronzen medaille, op de grote schans eindigde het kwartet op de vierde plaats. Op de wereldkampioenschappen schansspringen 2011 sleepte hij in Oslo samen met Peter Prevc, Jurij Tepeš en Robert Kranjec de bronzen medaille in de wacht in de landenwedstrijd op de grote schans.
Tijdens de Olympische Winterspelen van 2006 in Turijn eindigde hij als achtentwintigste op de grote schans en als vijfendertigste op de normale schams, in de landenwedstrijd eindigde hij samen met Rok Benkovič, Primož Peterka en Robert Kranjec op de tiende plaats. Tijdens de Olympische Winterspelen van 2010 in Vancouver eindigde Damjan als drieëndertigste op de grote schans en als achtendertigste op de normale schans.
Op 26 januari 2014 won Damjan in Sapporo zijn eerste wereldbekerwedstrijd. Op de Olympische Winterspelen 2014 in Sotsji eindigde Damjan 9e op de normale schans en 17e op de grote schans. In de landenwedstrijd werd het Sloveense team 5e. In de zomer van 2014 was Damjan de beste in het eindklassement van de Grand Prix schansspringen 2014.

## Resultaten

### Olympische Winterspelen
| Jaar | Plaats      | Resultaten                                              |
| ---- | ----------- | ------------------------------------------------------- |
| 2006 | Turijn      | 35e HS106 28e HS140 10e Team HS140                      |
| 2010 | Vancouver   | 38e HS106 33e HS140                                     |
| 2014 | Sotsji      | 9e HS106 17e HS140 5e Team HS140                        |
| 2018 | Pyeongchang | 28e normale schans 16e grote schans 5ee landenwedstrijd |

### Wereldkampioenschappen
| Jaar | Plaats     | Resultaten                                        |
| ---- | ---------- | ------------------------------------------------- |
| 2005 | Oberstdorf | 6e HS100 · 13e HS137 · Team HS100 · 4e Team HS137 |
| 2007 | Sapporo    | 25e HS100 45e HS134 10e Team HS134                |
| 2009 | Liberec    | 41e HS100 37e HS134 7e Team HS134                 |
| 2011 | Oslo       | 23e HS100 25e HS134 6e Team HS134                 |
| 2015 | Falun      | DSQ HS100 18e HS134                               |
| 2017 | Lahti      | 21e HS130 32e HS100 5e Team HS130                 |
| 2019 | Seefeld    | 11e HS109                                         |

### Wereldkampioenschappen skivliegen
| Jaar | Plaats          | Resultaten               |
| ---- | --------------- | ------------------------ |
| 2006 | Bad Mitterndorf | 25e HS180 5e Team HS180  |
| 2008 | Oberstdorf      | 12e HS213 12e Team HS213 |
| 2010 | Planica         | 25e HS215 6e Team HS215  |
| 2012 | Vikersund       | 31e HS225 · Team HS225   |
| 2014 | Harrachov       | 33e HS205                |
| 2018 | Oberstdorf      | 15e HS235 · Team HS235   |

### Wereldbeker
Eindklasseringen
| Seizoen   | Algm | SV  | 4S  | NT  | RAW |
| --------- | ---- | --- | --- | --- | --- |
| 2003/2004 | 55e  |     | -   | 48e |     |
| 2004/2005 | 15e  | 23e | 17e |     |     |
| 2005/2006 | 25e  | 71e | 19e |     |     |
| 2006/2007 | 23e  | 26e | 27e |     |     |
| 2007/2008 | 15e  | 18e | 34e |     |     |
| 2008/2009 | 37e  | 30e | 38e | 32e |     |
| 2009/2010 | 31e  | 33e | 18e | 34e |     |
| 2010/2011 | 41e  | 38e | -   |     |     |
| 2011/2012 | 33e  | -   | 26e |     |     |
| 2013/2014 | 13e  | 21e | 37e |     |     |
| 2014/2015 | 14e  | 15e | 22e |     |     |
| 2016/2017 | 28e  | 18e | 27e |     | 22e |
| 2017/2018 | 17e  | 33e | 10e |     | 15e |
| 2018/2019 | 46e  | -   | 39e |     | 65e |

Wereldbekerzeges
| Datum                   | Plaats                  | Schans                  |
| Individuele wedstrijden | Individuele wedstrijden | Individuele wedstrijden |
| ----------------------- | ----------------------- | ----------------------- |
| 26 januari 2014         | Sapporo                 | HS134                   |
| 26 november 2017        | Kuusamo                 | HS142                   |
| Teamwedstrijden         |                         |                         |
| 18 januari 2014         | Zakopane                | HS134                   |
| 31 januari 2015         | Willingen               | HS145                   |

### Grand-Prix
Eindklasseringen
| Jaar | Plaats |
| ---- | ------ |
| 2004 | 34e    |
| 2005 | 15e    |
| 2006 | 11e    |
| 2007 | 5e     |
| 2008 | 55e    |
| 2009 | 38e    |
| 2010 | 60e    |
| 2011 | 64e    |
| 2013 | Zilver |
| 2014 | Goud   |
| 2015 | 43e    |
| 2016 | 77e    |
| 2019 | 49e    |

Grand-Prixzeges
| Datum                   | Plaats                  | Schans                  |
| Individuele wedstrijden | Individuele wedstrijden | Individuele wedstrijden |
| ----------------------- | ----------------------- | ----------------------- |
| 24 augustus 2013        | Hakuba                  | HS131                   |
| 20 september 2014       | Almaty                  | HS140                   |